# الزراعة في اليمن
| اقتصاد اليمن         |
| سياحة                |
| تعدين                |
| زراعة - سدود         |
| البنك المركزي اليمني |
| النفط                |
| قائمة مطارات اليمن   |
| الضرائب              |
| مواضيع يمنية         |
| ثقافة - جغرافيا      |
| تاريخ - مجتمع        |

تشهد الزراعة في اليمن تراجع وإخفاقات كبرى منذ السبعينات، فبينما كان يحقق اليمن الاكتفاء الذاتي من المنتجات الزراعية، إلا أن ذلك تراجع حتى 15% وتدنت مساهمة الناتج الزراعي في الدخل المحلي الإجمالي إلى 13%، برغم أن المجتمع اليمني مجتمع زراعي ويعمل في هذا القطاع 53% من قوة العمل،  كما يعتمد 50% من سكان الجمهورية على عوائد الإنتاج الزراعي.
تضاريس الأرض اليمنية صعبة ولا توجد أنهار وإمدادات المياه شحيحة، على الرغم من كل هذه العوامل تمكن اليمنيين القدماء من ابتكار نظام ري ومحافظة على المياه قل نظيره في العالم القديم مما مكنهم من زراعية محاصيل متنوعة حولوا صحراء الجزء الجنوبي من الجزيرة العربية إلى أراض زراعية،  ومن أبرز المحاصيل الزراعية في اليمن الدخن والذرة والقمح والمانجو والموز والبابايا والبطيخ وحمضيات مثل البرتقال والليمون والكمثرى والتفاح والخوخ والعنب ويزرع في اليمن البن وبدأت تجارته حول العالم عن طريق اليمن،  وانتشرت في القرن السادس العشر لتبلغ مصر وتركيا وفارس وإندونيسيا وأوروبا والأميركيتين عن طريق ميناء المخا،  وكلمة (لاتينية: Coffea arabica كوفي أرابيكا ) هي مجرد كلمة أخرى للبن اليماني.

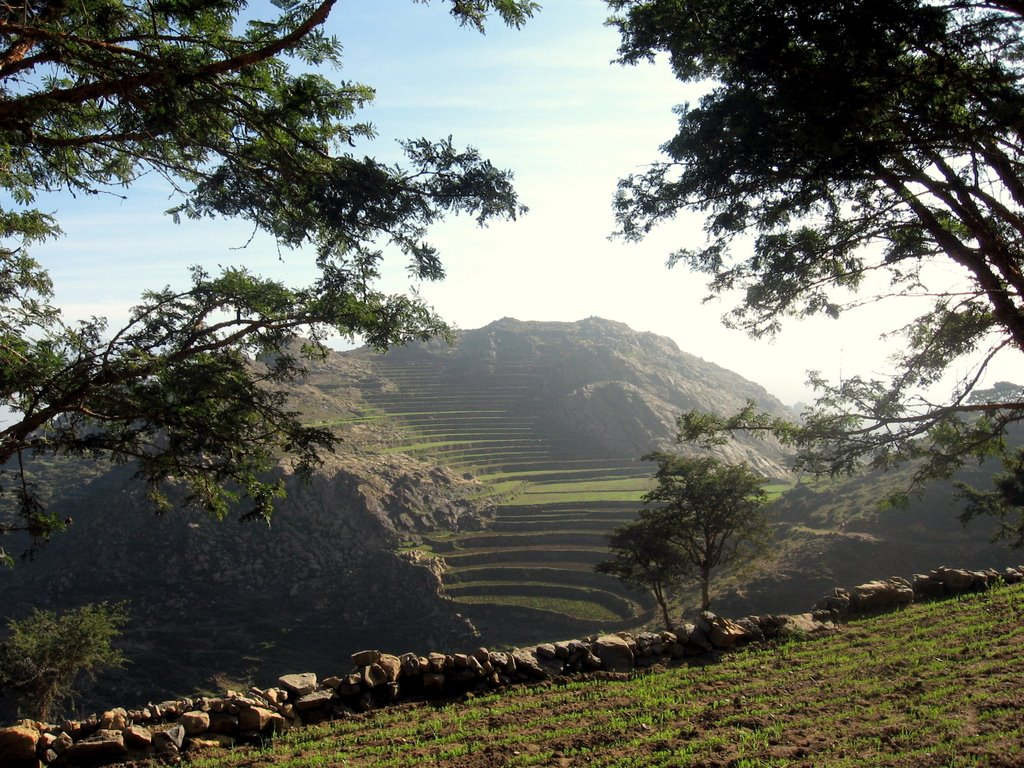
المدرجات الزراعية في اليمن، لم تكن من نتاج الطبيعة بل تقنية مقصودة من السبئيين لمساعدتهم على زراعة المرتفعات

تأثر قطاع الزراعة كثيراً بازدياد عدد مستخدمي القات فاقتطعت أراض كثيرة صالحة لزراعة محصولات أخرى لزراعة القات الممنوع في أغلب دول العالم لذلك لا يصدر اليمن شيئاً لإن القات يُستهلك محلياً. يوظف قطاع الزراعة حوالي 54.2% من القوى العاملة في البلاد وحسب الإحصاءات الرسمية فإنه يشكل 20% من الناتج الإجمالي المحلي إلا أن أبحاثا مستقلة تظهر أنه لا يتجاوز 12.4 %.

## تاريخ

إعادة تصميم لما كان عليه سد مأرب القديم من تصميم جامعة كالغيري والمؤسسة الأمريكية لدراسة الإنسان.

كانت الزراعة والتجارة بما تنتجه الأرض عماد اقتصاد السبئيين، وأُكتشفت نصوص سبأيه متعلقه بقوانين تنظيم الزراعة والري، كانت تكتب على صخور كبيرة توضع على مدخل السوق،  دفعت ندرة المياه في شبه الجزيرة العربية قديماً وحديثاً السبئيين والمعينيين لإنشاء مستعمرات على طول الطريق التجارية، عوضاً عن بناء حكومة مركزية ومجتمع كبير،  وبناء السدود للاستفادة من السيول في أحواض وتوجيهها الجهة التي يريدون عن طريق أبواب تفتح وتغلق حسب الحاجة، ويعتبر سد مأرب أحد أقدم السدود في العالم وكان يروي ما يقارب 24,000 آكر (قرابة 98 كم مربع)،  وعدّه الباحثون معجزة تاريخ الجزيرة العربية،  ودفع السبئيون الأجور وقدموا المواد الغذائية للعمال الذين يقومون بصيانة السدود وبنائها إلا في حالات الطوارئ، فحينها كان الملوك يجبرون زعماء القبائل والمواطنين وكل من يجدونه أمامهم على العمل لتجنّب الكارثة. 
ذكر القرآن أن مسكن سبأ «جنتان عن يمين وشمال» وهي دلالة أنها أرض زراعية واليمن وجنوب الجزيرة بشكل عام أكثر خصوبة من سواها من الأقاليم. 
في حضارة اليمن القديمة كان يشار للأرض المزروعة نخلا بلفظة «أنخل» وللأرض بنفس اللفظ المستخدم في العربية المستخدمة حاليا «أرض» ولإضافة أداة التعريف يضاف حرف النون في آخر الكلمة (أرضن) والأرض التي تزرع عنباً بلفظة «أعنب» وعن الأرض الثرية والموفرة بألفاظ من قبيل «أثمر» و«موفرن»  وكان العنب ينتج مرتين في السنة وقد كان من أهم المحاصيل الزراعية وعرفت اليمن بجودة عنبها،  وكانت السلطة تمنع المزارعين من قطف المحاصيل ولديها أجهزة متخصصة لمراقبة المحصول لتحديد الضريبة أو تسديد ديون عليها لمالك الأرض. ويقال للدقيق «طحنم» (طحين) في نصوص المسند،  وذكر سترابو أن العسل مشهور في اليمن وأنه كثير جداً،  وكان السبئيون يواجهون الآفات الزراعية بعدة أساليب أولها وأكثرها بدائية، كان تسميه البستان باسم أحد الآلهة وتخصيص جزء من المحصول للإله إذا نجح في المهمة المطلوبة وحمى الزرع،  وقد يكون المقصود تقديم جزء من المحصول للمعبد. وأكبر آفاتهم كان الجراد ويشير السبئيون إليه بلفظة «أربى» وعملوا على رش حقول القمح بتربة خاصة لحمايتها منه.

## مقدمة
مثل تراجع الإنتاج الزراعي والذي بلغ معدل النمو فيه 2% فقط مع نمو سكاني يقدر (3.5%) خطرا على الاستقرار الاقتصادي والسياسي في اليمن حيث يمثل النمو في هذه القطاع نسبة اقل من نسبة الزيادة السكانية مما يعني وجود فجوه بين النمو السكاني والزراعي وعلى اعتبار بان قطاع الزراعية هو القطاع الأساسي الذي لا يتأثر بالتقلبات والعوامل الخارجية كما هو علية الحال في المصادر الاقتصادية الأخرى كالنفط والسياحة وغيرها إلا أن النمو في هذا القطاع يعد منخفض جدا كمؤشر لمخاطر اقتصادية حقيقية وانتشار للفقر والمجاعة بين السكان.
إن الإنتاج الزراعي والذي يعتمد بشكل أساسي على مياه الإمطار يتعرض للتناقص في مواسم الجفاف، كما لا توجد هناك أي خطط حكومية لدعم لهذه القطاع ولهذا نجد بعض المنتجات التي يرتفع إنتاجها في موسم الصيف مثل (البطاطس) تتعرض للإتلاف أو تدني أسعارها لعدم وجود سياسات حكومة فيما يتعلق بالتخزين أو التسويق لتلك المنتجات والتي يرتفع سعرها في مواسم الشتاء إلى أسعار كبيرة مع تدني نسبة الإنتاج، ولهذا نجد بان قطاع الزراعة والذي يواجهه تراجع مستمر مشكلا فجوة كبيرة بين نمو هذا القطاع والنمو السكاني الذي يعد من أكبر المعدلات في العالم ينذر بمخاطر كبيرة على استقرار البلاد بسبب تفشي ظاهرة الفقر ولاسيما بان اغلبيه من يعتمدون على هذا القطاع يتواجدون في الأرياف والذي يمثلون أكثر من 70% من عدد السكان.
وتمثل الموارد الطبيعية والموارد المادية والمالية أهم المرتكزات التي تقوم عليها البيئة الزراعية وتمثل الموارد الأرضية الزراعية المستخدمة في الاستثمار الزراعي بنسبة 3% من إجمالي أراضي الجمهورية. ويتصف القطاع الزراعي في الجمهورية اليمنية باستخدامه إمكانيات قاعدة الموارد الطبيعية من مياه وأراضي محدودة. وتشكل المساحة المزروعة نسبة 82% من إجمالي المساحة الصالحة للزراعة.
أما بالنسبة للصادرات الزراعية فهي متواضعة نسبياً وتتراوح بين (3-5) % من إجمالي الصادرات. في حين أن الواردات الزراعية تشكل ما بين (15-20)% من إجمالي الواردات. وبالنسبة للحيازات الزراعية فإنها تمتاز بصغر الحجم حيث لا يزيد متوسط الحيازة الواحدة عن هكتار، الأمر الذي يعيق استخدام التكنولوجيا الحديثة في تلك الحيازات، ومن المشاكل التي يعاني منها هذا القطاع بانخفاض الاستثمارات وهجرة العاملين الزراعيين من الريف إلى المدينة وتقلبات أسعار السلع الزراعية، وضعف مستوى الخدمات المقدمة للمزارعين كالإرشاد والبحوث ومشاكل تسويقية تتعلق بضعف البنية الأساسية وبسبب تلك المعوقات والمشاكل أدت إلى انخفاض مستوى إنتاجية هذا القطاع.

## المناخ
تتسم الزراعة اليمنية بتفاوت الخصائص المناخية الناتجة عن تفاوت معدلات الأمطار ودراجات الحرارة والرطوبة واختلاف الظروف الطبوغرافية مما أدى إلى اختلاف الأقاليم النباتية والذي ساعد على تنوع الإنتاج إلا أن اعتماد العديد من المناطق على الزراعة المطرية يؤثر على استدامة الإنتاج الزراعي. كما تعتمد مناطق أخرى على ضخ المياه الجوفية أو مجموعة الخزانات والسدود أو على الري بالسيول والغيول والينابيع المائية.

## الإنتاج النباتي

### محاصيل الحبوب

مزرعة قمح يمنية

يتميز القطاع الزراعي اليمني بسيطرة الحبوب على معظم المساحات المزروعة وتكوِّن محاصيل الذرة والدخن الجزء الأكبر من الحبوب إضافة إلى الذرة الشامية والقمح وتعتمد زراعة الحبوب وبدرجة رئيسية على الأمطار مما يؤدي إلى تذبذب مستوى الإنتاج من سنة لأخرى، ويعود ذلك لأسباب متعددة أهمها: ضعف الكادر الزراعي المؤهل وعدم اتباع خطة زراعية شاملة وكذلك بسبب الطفرة البترولية والتي أدت إلى طفرة اقتصادية في الدول المجاورة ثم اجتذاب أعداد كبيرة من الأيدي العاملة في الزراعة إلى خارج البلد كما أن من الأسباب التي تؤدي إلى انخفاض إنتاجية هذه المحاصيل ارتفاع تكاليف الإنتاج الناتجة عن ارتفاع تكاليف العمالة والمستلزمات والآلات الزراعية دون تغيير مماثل في الأسعار لهذه المنتجات وكذلك زيادة الاتجاه إلى استبدال الحبوب بمحاصيل أخرى تُدِرُّ ربحاً أكثر والطلب عليها مرن مثل: الفواكه والخضروات والقات. والافتقار إلى التنسيق والتخطيط في مجال البحوث الزراعية بحيث تكون الأولوية في البحوث للحبوب الغذائية وبالذات الحبوب القابلة لمقاومة الجفاف.

### محاصيل الخضروات
تتميز هذه المجموعة بكونها تعتمد على الري الدائم من العيون والآبار والسدود، ولذلك فإن الإنتاج من الخضار قد اتسم بالنمو المستمر والاستقرار على عكس الحبوب التي تميزت بالتذبذب. وتعتبر البطاطس والطماطم من أهم محاصيل الخضروات وأكثر نمواً من حيث الإنتاج والمساحات المزروعة.
وقد تضاعفت المساحة المزروعة للخضروات من 48,023 هكتار عام 1991 م إلى 82,103 هكتار عام 2007 م. أما بالنسبة للإنتاج فقد زادت من 616,139 طن في عام 1991إلى 995,381 طن عام 2007 م ومن أسباب هذا النمو زيادة الكثافة السكانية، وكذلك ارتفاع معدل استخدام السماد الكيماوي والمبيدات الحشرية مما أدى إلى زيادة التوسع الرأسي بالتالي زيادة إنتاج الخضروات، وزيادة الطلب على البصل والبطاطس من الدول المجاورة.

### محاصيل الفاكهة
تشتهر اليمن بزراعة أنواع مختلفة من الفواكه لعل أكثرها شهرة العنب اليمني ذو النوعية الممتازة.وتزرع الفواكه في المناطق التي تتوفر فيها المياه كالوديان أو بالاعتماد على الآبار والسدود. ارتفعت المساحة المزروعة للفواكه من 58,689 هكتار عام 1991 م إلى 87,781 هكتار عام 2007 م. بينما في عام 2017 م ارتفعت المساحة المزروعة إلى 88,832 هكتار.
أما بالنسبة لإنتاج الفاكهة فقد تزايد من 314,428 طن عام 1991 م إلى 922,441 طن عام 2007 م لتغطية الزيادة في النمو السكاني وكذلك زيادة الوعي الصحي والثقافة الغذائية لدى الإنسان اليمني وزيادة الدخل الذي أدى إلى رفع القوة الشرائية لدى الفرد مما أدى إلى زيادة استهلاك أنواع الفواكه المختلفة لتغطية هذه الزيادة في الاستهلاك أدى إلى زيادة إنتاج الفواكه وكذلك تطور وسائل النقل وأساليب التغليف والتخزين ليسهل عملية نقل وتسويق الفواكه إلى المستهلك بشكل أحسن وأسرع وذلك من خلال تنشيط أعمال الإتحادات التعاونية الزراعية.

### المحاصيل النقدية
تضم هذه المجموعة كلاً من البن والقطن والمحاصيل الزيتية والتبغ وعلى الرغم من الأهمية البالغة لهذه المجموعة كمحاصيل نقدية وصناعية إلا أنها لم تحقق تطوراً يذكر من حيث المساحات المزروعة أوالإنتاج والإنتاجية حيث بلغت المساحة المزروعة للمحاصيل النقدية عام 1991 م 53,048 هكتار إلى أن وصلت عام 2007 م 224,536 هكتار. بينما ارتفعت المساحة المزروعة للمحاصيل النقدية عام 2017 م إلى 77,645هكتار.
أما الإنتاج فنلاحظ زيادة فيه حيث وصل في عام 2007 (242666) طن في حين كان عام 1991 م (27723) طن. وتطورت الإنتاجية في عام 2006 إلى (1.1) طن/هكتار. وتعود هذه الزيادة إلى التوسع في زراعة القات بالرغم من أن معظم اليمنيين يتفقون على أن القات مشكلة كبيرة ومعقدة ومن مختلف الوجوه الاقتصادية والاجتماعية والسياسية والثقافية والصحية.

### الأعلاف
هناك مصادر محلية للأعلاف في الجمهورية اليمنية هي المراعي الطبيعية، والمخلفات الزراعية –الأعلاف الخضراء المزروعة- المركزات العلفية.
1. المراعي الطبيعية: تبلغ مساحة المراعي الطبيعية في الجمهورية اليمنية نحو 16 مليون هكتار موزعة على مناطق بيئية شديدة التباين وتمثل المصدر الرئيسي لغذاء الثروة الحيوانية وتختلف طبيعة النباتات الرعوية المنتشرة وفقاً لطبيعة المناطق (منطقة تهامة – المرتفعات الوسطي مناطق السهول الوسطي والشرقية)حيث أن المناطق المشار إليها تتلقى معدلات مختلفة من الأمطار السنوية تترواح بين 100-400 ملم لذلك فإن إنتاجية المراعي الطبيعية متباينة.
2. مخلفات المحاصيل الزراعية والأعلاف الخضراء المزروعة: تعتبر مخلفات الذرة والدخن وقش القمح والشعير ومخلفات المحاصيل البقولية أهم المخلفات الزراعية التي تستغل في تغذية الحيوان وكذلك يعتبر القصب والذرة الرفيعة والشعير أحادي الغرض من الأعلاف الخضراء المزروعة.
3. الأعلاف المركزة: وتمثل إنتاج الحبوب مثل الذرة والذرة الشامية والدخن والقمح والشعير. ويبلغ إجمالي إنتاج الحبوب وفقاً لإحصائية 2007 (940832)طن ولا يشكل إنتاج النخالة وكسب بذرة القطن وكسب السمسم معاً سوى نسبة قليلة من الإنتاج المحلي.
4. البقوليات: تتضمن هذه المجموعة كلاً من اللوبيا والعدس والفاصوليا والفول والحلبة وغيرها وعلى الرغم من أهمية هذه المجموعة لدى الشعب اليمني إلا أنها لم تحقق تطوراً كبيراً في إنتاجيتها ويعود أسباب ذلك إلى زيادة إنتاج القات، وكذلك قلة الأمطار في تلك الفترة.

## الإنتاج الزراعي الحيواني
يحتل هذا الجانب مكانة هامة في بنية الإنتاج الزراعي، حيث يساهم في توفير الغذاء لعدد كبير من سكان الريف وفي توفير فرص عمل لقطاع كبير من سكان الريف، فالمزارع في ممارسة نشاطه الزراعي على الأراضي الزراعية المختلفة يقوم بزراعة الأعلاف لتلبية احتياجات حيواناته من الغذاء وبغض النظر أحياناً عما تنتجه هذه الأراضي من حبوب أو غذاء للأفراد، وتختلف طبيعة الماشية التي يحوز عليها المزارع باختلاف وتنوع البيئة الجغرافية والظروف البيئة الأخرى، حيث يلاحظ أن حيازة الماعز والأغنام تسود في المناطق الشرقية وتنتشر تربية الأبقار والأغنام في المرتفعات الجنوبية والوسطي وسهل تهامة.
وعلى الرغم من الفرص المتاحة نسبياً للنمو وزيادة تربية الماشية وبالتالي زيادة الإنتاج الحيواني، إلا أن المستويات الإنتاجية تسير بمعدل منخفض لا تتفق كما في البيانات المتوفرة؛ ويعزي ذلك إلى عدم إعطاء الاهتمام الكافي لهذا القطاع الإنتاجي الحيواني من حيث الاستثمارات وإنشاء المزارع المتخصصة في تربية الماشية أو من حيث مجال ونوعية الخدمات البيطرية المتاحة والمقدمة للمحتاجين لها في مناطق تواجدهم بالإضافة إلى الإفراط في ذبح صغار الإناث، وكذلك خطط التنمية وحجم الاستثمار الضئيل في هذا المجال يعكس حالة عدم الاهتمام الكافي للاستفادة الكاملة من الثروة الحيوانية والعمل على زيادة الإنتاج من المواد الغذائية الهامة كاللحوم والألبان ومشتقاته والبيض وغيرها.
مما يظهر الحاجة الملحة في توفير سياسات محدودة وعملية هذا القطاع الهام ضمن إستراتيجية مدروسة يتم تنفيذ خططها على مراحل متتابعة ومترابطة ويحمل طابع الاستمرارية في النشاط البحثي والإنتاجي الهادف إلى تطوير الثروة الحيوانية وحسن استغلالها في توفير الاحتياجات الحقيقة للفرد من البروتين الحيواني والمساهمة في تحسين حياة الفرد في الريف والمدينة.

## محددات الإنتاج الزراعي في اليمن

مزارعين يمنيين يحرثون الأرض

من المتعارف عليه أن أهم محددات النمو في الإنتاج الزراعي هي: عناصر الإنتاج الرئيسية الأرض، العمل، ورأس المال وإضافة إلى الموارد المائية ومستوى التطور في استخدام الأساليب الفنية الحديثة في الإنتاج سواء الميكانيكية منها أو البيولوجية والخدمات البحثية والإرشادية اللازمة لنشر وتشجيع استخدام هذه الأساليب.
أولاً - الأرض: تعد الأرض من أهم محددات التوسع في القطاع الزراعي، وأن حجم الإنتاج يتحدد بالمساحات المزروعة فعلاً خلال موسم معين أو سنة معينة.فإنه من خلال البيانات تبين أن إجمالي الأراضي المزروعة في الجمهورية اليمنية بلغت 1484852 هكتار.
وعند فحص مكونات المساحة الإجمالية يتضح أن مجموعة الحبوب يتميز بدرجة عالية من التذبذب في مساحتها من سنة لأخرى كون زراعتها تعتمد على الأمطار والتي تختلف كمية سقوطها من موسم لآخر.

## توزيع أراضي الجمهورية اليمنية[23]
| نوع الأرض                                | المساحة (كم مربع) | النسبة (%) |
| ---------------------------------------- | ----------------- | ---------- |
| اراضي غير مستغله زراعياً (صحراء أو مدينة) | 300.000           | 54.05      |
| أراضي مراعي                              | 22.600            | 40.72      |
| غابات وأحراش                             | 1500              | 2.70       |
| أراضي مزروعة                             | 1.202             | 2.04       |

## الموارد المائية

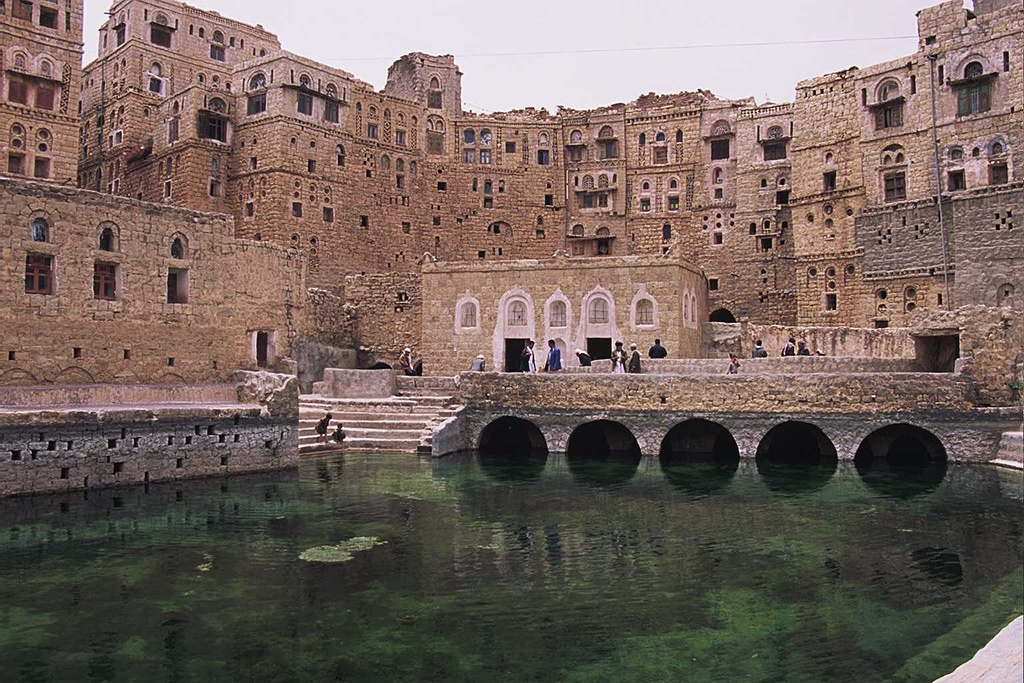
لا زال عدد من الصهاريج القديمة يستخدم في أرياف اليمن وهذا أحدها ويعود للقرن الأول قبل الميلاد ويقع في قرية ثلا في محافظة عمران.

لم يكن إيصال المياه إلى الجبال والزراعة عليها أمراً سهلا مما اضطر السبئيين إلى تمهيدها على شكل مدرجات ولا زالت ظاهرة إلى اليوم في اليمن،  وقد ذكر اليونان ذلك وكيف أن جبال اليمن تبدو كسلالم وهو ليس نتاج الطبيعة بل لإن اليمنيين القدماء أرادوها كذلك لتسهل عليهم الزراعة في المرتفعات،  وللأسف قليل من هذه المدرجات أو «جروبن»  بقي مزروعاً إذ أن غالبها تصحر نتيجة الإهمال عبر السنين،  وقام السبئيون مثل غيرهم من اليمنيين الآخرين ببناء الصهاريج لحفظ المياه وتزويدها بمجاري تحت الأرض تصل لعدة كيلومترات لإيصال المياه للسكن والمزارع ولا زالت الصهاريج تستخدم في أرياف اليمن وبنفس الطريقة القديمة.
تعد اليمن من أفقر دول العالم في الموارد المائية، وتقع في أسفل سلم الدول الواقعة تحت خط الفقر المائي. إذ يتراوح المتوسط السنوي لكمية الأمطار بين 250- 400 ملم.وتبلغ الحدود الدنيا بين 50- 100 ملم وتصل إلى 800 ملم في الحدود العليا، وتتميز الأمطار بعدم الانتظام والتذبذب وهو الأمر الذي ينعكس في تذبذب الإنتاج الزراعي لاسيما الحبوب التي تعتمد بدرجة شبه تامة على الأمطار.وتعتمد الزراعة المروية بدرجة أساسية على حفر الآبار الجوفية واستغلال المخزون المائي الجوفي المتجمع عبر العصور السابقة. لذا يجب وضع إستراتيجيه متكاملة للموارد المائية تأخذ بعين الاعتبار ضرورة الحفاظ على التوازن بين الكميات المسحوبة من المياه والمخزون منها مما يضمن ترشيد استخدامات المياه والحفاظ على المورد للأجيال القادمة كما أن توزيع المياه على الاستخدامات المختلفة يجب أن يجري على أسس اقتصادية تضمن تحقيق أقصى مردود للمجتمع وسيلقي الضوء على مصدريين رئيسيين تعتمد بلادنا عليهما بشكل أساسي.

### الأمطار
تعتبر اليمن من البلدان شحيحة المياه بسبب موقعها الجغرافي حيث تقع ضمن البلدان شبه القاحلة ويتراوح معدل سقوط الأمطار منها بين 50 ملم سنوياً في الشريط الساحلي إلى (00 5- 800 ملم) في المرتفعات الجبلية إلى أقل من 50 ملم في المناطق الشرقية تترواح كمية الأمطار السنوية ما بين (67.11 مليار متر مكعب إلى 93 مليار متر مكعب)في السنة.
تستحوذ المنحدرات الغربية والجنوبية الغربية والهضاب العليا على النسبة الأكبر من هذه الأمطار ثم تقل الأمطار تدريجياً بالاتجاه الشرقي والشمالي الشرقي وحتى ظهور المناخ الصحراوي على أطراف الربع الخالي وتبلغ نسبة هطول الأمطار إلى كمية التبخر حوالي 0.03 إلى 0.25 وهو ما يميز المناخ القاحل إلى الجاف.

### المياه الجوفية
تبلغ كمية هذه المياه حوالي 10 مليارات متر مكعب في حوض المسيلة، 205 مليار متر مكعب في حوض تهامة وتتوزع البقية من الاحتياطي الجوفي على بقية المناطق وتبلغ كمية السحب من المياه الاحتياطية 1.5 مليار متر مكعب سنوياً عن طريق 55 ألف بئر ارتوازية يتم سحبها من المياه الاحتياطية إذ يتم ضخ 3400 مليون متر مكعب من هذه المياه ومعظمه يذهب للنشاط الزراعي إذ يستهلك 90% من هذه الكمية و8% تذهب للقطاع المنزلي و2% للقطاع الصناعي ويمثل هذا الحجم من المياه المستخرجة ما يفوق معدل التغذية الجوفية بمقدار 900 مليون متر مكعب؛ مما سبب في حصول انخفاض متزايد في منسوب المياه الجوفية؛ إذ يصل مستوى هذا الانخفاض في بعض الأحواض ما بين 2-6 أمتار سنوياً وقد تفاقم هذا الوضع مع نهاية السبعينيات وبداية الثمانينات من القرن العشرين عندما بدأت أعمال حفر الآبار العميقة تتزايد بصورة كبيرة وبدأت مرحلة استنزاف كبيرة للمياه الجوفية عندما وجد المزارعون أن هناك مردوداً سريعاً لاستخدام هذه المياه في الزراعة.

### القات والإقتصاد

نبات القات

كانت اليمن من أشهر الدول المُصدّرة للبن ويُعتبر البن اليماني من أجود أنواعه على الإطلاق تأثرت زراعته وقطاع الزراعة في الجمهورية اليمنية بشكل عام بسبب زراعة القات ويستهلك قرابة 40% من مياه الري خاصة وأن محصول البلاد من المياه ضئيل أصلاً  وكل حزمة تكلف حوالي 500 لتر من الماء ويقول العلماء أن صنعاء قد تكون أول عاصمة في العالم تجف فيها المياه تماما  بالإضافة لآثاره الصحية، فإن القات يشكل خطر اقتصادي قاتل فالقات يؤثر على سير الأعمال في اليمن فرغم البطالة المرتفعة بين الشباب، إلا أن الموظفين منهم لا يقضون سوى بضع ساعات في الصباح لأعمالهم ومن في الساعة الثانية ظهراً تقريبا، تتوقف عجلة العمل في اليمن وينحسر النشاط في صنعاء إلى بدايات المساء وفق تقرير مجلة النيويوركر الأمريكية التي وصفت الرئيس السابق علي عبد الله صالح بـ«المحظوظ» بسبب هذه العادة الاجتماعية كثير من الأراضي الزراعية الصالحة لزراعة الفواكه والخضار أقتطعت لزراعة القات للمدخول الكبير الذي ينتج عن تجارته ومعظمهم من مشايخ القبائل المتنفذين بالذات في المرتفعات الجبلية المسلحة والمقربين من الرئيس السابق علي عبد الله صالح يكادون يعتمدون اعتماد شبه كلي على تجارة هذه النبتة ولم تبذل الحكومة جهداً يذكر لمكافحة استخدامها لإن الضرائب المفروضة أصلاً لا تجد طريقها إلى خزانة الدولة بل إلى هولاء المسؤولين وفق تقرير مؤسسة جيمس تاون الأمريكية  بل في «فيلم وثائقي» بطابع دعائي من إنتاج مجموعة إم بي سي تصف فيه صالح بـ«باني اليمن ومغيرها من حال إلى حال»، أخبر علي عبد الله صالح الإعلامية نيكول تنوري أن القات مثل الشاي  مدخول تجارة القات يقارب 12 مليون دولار يومياً  كان الاقتصاد اليمني عبر العصور يحقق الاكتفاء الذاتي ولم يستورد اليمنيين طعامهم أبداً، الآن حوالي 80% من الغذاء مستورد 
أدرجت منظمة الصحة العالمية القات عام 1973 ضمن قائمة المواد المخدرة، بعدما أثبتت أبحاث المنظمة التي استمرت ست سنوات احتواء نبتة القات على مادتي نوربسيدو فيدرين والكاثين المشابهتين في تأثيرهما للأمفيتامينات.
في عام 2009، تم استخدام مليار لتر من الديزل لضخ المياه لأغراض زراعية وقدرت الحكومة مقدار ما صرفته لإستنسزاف مواردها المائية بنفسها بقرابة 700 مليون دولار  ومَردُّ مشكلة المياه في اليمن هو تخزين القات إذ تحتاج هذه الشجيرة مياها أكثر من باقي الأشجار وزيادة الطلب عليها يدفع المزارعين والتجار إلى مضاعفة إنتاجهم  يتم استهلاك كمية مياه عالية جدا لدرجة أن مستويات المياه الجوفية في حوض صنعاء آخذة في التناقص بسبب هذا والمسؤولين الحكوميين اقترحوا انتقال أجزاء كبيرة من سكان صنعاء إلى ساحل البحر الأحمر.
في بلدان أخرى خارج المنطقة الأساسية المتمثلة في النمو والاستهلاك يمضغ القات في الحفلات أو المناسبات الاجتماعية. ويستخدم من قبل المزارعين والعمال للحد من التعب الجسدي أو الجوع والسائقين والطلاب لتحسين الاهتمام. في ثقافة سكان النخبة المضادة في كينيا فإن القات (المشار إليها محليا باسم فيفي أو ميرا) يستخدم لمواجهة الآثار المترتبة على شرب الخمر على غرار استخدام ورقة الكوكافي أمريكا الجنوبية.
| السنة/المحصول | البن  | السمسم | القطن | التبغ | القات | نسبة الزيادة |
| ------------- | ----- | ------ | ----- | ----- | ----- | ------------ |
| 1990          | 24804 | 118578 | 10363 | 3706  | -     | 0.5          |
| 1991          | 23004 | 16794  | 9445  | 3805  | -     | 0.5          |
| 1992          | 23665 | 18683  | 14103 | 3965  | -     | 0.7          |
| 1993          | 24569 | 19495  | 16604 | 3737  | 84713 | 0.8          |
| 1994          | 25174 | 20409  | 12273 | 3562  | 86825 | 0.8          |
| 1995          | 27347 | 231104 | 12860 | 4046  | 88939 | 0.8          |
| 1996          | 29220 | 25914  | 15731 | 4206  | 91418 | 0.8          |
| 1997          | 31618 | 29493  | 20242 | 5024  | 93246 | 0.8          |
| 1998          | 32032 | 30331  | 23259 | 5447  | 97672 | 0.9          |

## احصائيات
بلغ ما يستورده اليمن من المواد الزراعية خلال الفترة 1999م إلى 2001م 812 مليون دولار بما يعادل 37% من إجمالي الواردات، بينما بلغ متوسط الصادرات من نفس المواد 71 مليون دولار وهو ما يمثل 2.4% من إجمالي قيمة التصدير.
| المؤشر           | 2008      | 2009      |
| ---------------- | --------- | --------- |
| القمح            | 170,446   | 222,129   |
| الحبوب الأخرى    | 543,293   | 452,359   |
| البقوليات        | 90,271    | 81,822    |
| الخضار           | 1,037,246 | 1,090,479 |
| المحاصيل النقدية | 88,852    | 90,681    |
| الفواكه          | 958,977   | 988,679   |
| القات            | 165,668   | 173,856   |
| الأعلاف          | 2,000,368 | 2,119,908 |

| المؤشر                          | 2009      |           |
| ------------------------------- | --------- | --------- |
| عدد الحيازات الزراعية (حائز)    | 1,191,981 | 1,191,981 |
| المساحة الكلية (هكتار)          | 1,609,484 | 1,609,484 |
| المساحة الصالحة للزراعة (هكتار) | 1,452,438 | 1,452,438 |
| المساحة المحصولية (هكتار)       | 1,306,776 | 1,306,776 |